# Maximiliano González (futbolista nacido en 2004)
David Maximiliano González (Monte Grande, Argentina, 4 de mayo del 2004) es un futbolista argentino. Juega de centrocampista y su equipo es el Defensa y Justicia de la Primera División de Argentina.

## Trayectoria
En septiembre del 2021 fue promovido al primer equipo de Lanús por el director técnico Luis Zubeldía. Debutó el 13 de septiembre del 2021, en el marco de la 11.ª fecha de la primera división del fútbol argentino, en la victoria de Lanús sobre el club Independiente de Avellaneda.

## Estadísticas
Actualizado al último partido disputado el 14 de febrero de 2023
| Club            | Div.          | Temporada     | Liga  | Liga  | Copas nacionales | Copas nacionales | Copas internacionales | Copas internacionales | Total | Total |
| Club            | Div.          | Temporada     | Part. | Goles | Part.            | Goles            | Part.                 | Goles                 | Part. | Goles |
| --------------- | ------------- | ------------- | ----- | ----- | ---------------- | ---------------- | --------------------- | --------------------- | ----- | ----- |
| Lanús Argentina | 1.ª           | 2021          | 2     | 0     | 0                | 0                | 0                     | 0                     | 2     | 0     |
| Lanús Argentina | 1.ª           | 2022          | 20    | 1     | 2                | 0                | 6                     | 0                     | 28    | 1     |
| Lanús Argentina | 1.ª           | 2023          | 1     | 0     | 0                | 0                | 0                     | 0                     | 1     | 0     |
| Lanús Argentina | Total club    | Total club    | 23    | 1     | 2                | 0                | 6                     | 0                     | 31    | 1     |
| Total carrera   | Total carrera | Total carrera | 23    | 1     | 2                | 0                | 6                     | 0                     | 31    | 1     |